# Треног
Треног — упразднённое село в Архаринском районе Амурской области России. Исключено из учётных данных в 1974 году.

## География
Село располагалось на правом берегу реки Архара выше впадения в неё реки Треног, на расстоянии примерно 18,5 километра (по прямой) к северо-востоку от села Грибовка.

## История
Решением Амурского исполкома от 7 июня 1974 года № 253, село Треног исключено из учётных данных как несуществующее.